# Israel Alves
Israel Fernando da Costa Alves, noto semplicemente come Israel Alves (Porto, 31 gennaio 1977), è un ex giocatore di calcio a 5 portoghese.

## Carriera
Laterale talentuoso, Alves ha militato prevalentemente nelle squadre del distretto di Porto, anteponendo di frequente la famiglia alla carriera sportiva. Gli unici trofei vinti dal calcettista risalgono alla militanza nel blasonato Sporting Lisbona, interrotta dopo appena un anno e mezzo per avvicinarsi a casa e accordarsi con il modesto Freixieiro. In seguito, ha vissuto anche delle brevi esperienze nei campionati spagnolo e cinese. La militanza nella nazionale portoghese è stata più ricca di soddisfazioni: Alves vi ha giocato per oltre un decennio, prendendo parte a due Coppe del Mondo e a tre campionati europei.

## Palmarès
- Campionato portoghese: 1
Sporting Lisbona: 2003-04

- Supercoppa portoghese: 9
Sporting Lisbona: 2004